# Avon, Alabama
Avon är en kommun (town) i Houston County i Alabama. Vid 2010 års folkräkning hade Avon 543 invånare. Kommunen grundades officiellt i januari 1957.